# Poliminó

Os 35 hexaminós.

Um poliminó (ou: poliominó) é uma figura geométrica plana formada por quadrados iguais, conectados entre si de modo que pelo menos um lado de cada quadrado coincida com um lado de outro quadrado. 
| n  | nome        | número de poliminós |
| -- | ----------- | ------------------- |
| 1  | monominós   | 1                   |
| 2  | dominós     | 1                   |
| 3  | triminós    | 2                   |
| 4  | tetraminós  | 5                   |
| 5  | pentaminós  | 12                  |
| 6  | hexaminós   | 35                  |
| 7  | heptaminós  | 108                 |
| 8  | octaminós   | 369                 |
| 9  | nonominós   | 1285                |
| 10 | decaminós   | 4655                |
| 11 | undecaminós | 17073               |
| 12 | dodecaminós | 63600               |

Poliminós são um caso específico das poliformas. O conceito de policubo é semelhante, porém usando cubos.

## Enumeração de poliminós

O único dominó livre
Os dois triminós livres
Os cinco tetraminós livres
Os 12 pentaminós livres, coloridos de acordo com sua simetria
Os 35 hexaminós livres, coloridos de acordo com sua simetria